# FK Baník Most
Maillots
Dernière mise à jour : 5 février 2012.
Le FK Baník Most est un club tchèque de football basé à Most.

## Historique
- 1909 : fondation du club sous le nom de SK Most
- 1948 : le club est renommé ZSJ Uhlomost Most
- 1953 : le club est renommé DSO Banik Most
- 1961 : le club est renommé TJ Banik Most
- 1979 : le club est renommé TJ Banik SHD Most
- 1995 : le club est renommé FC MUS Most 1996
- 2003 : le club est renommé FK SIAD Most
- 2008 : le club est renommé FK Baník Most

## Logos du club

Ancien logo du club